# Unione Sportiva Lecce 1976-1977
In questa pagina sono raccolte le informazioni riguardanti le competizioni ufficiali disputati dall'Unione Sportiva Lecce nella stagione 1976-1977.

## Divise
| Casa | Casa (2ª versione) | Trasferta | Trasferta (2ª versione) |

## Rosa
| N. |                   | Ruolo | Calciatore         |
| -- | ----------------- | ----- | ------------------ |
|    | Italia (bandiera) | P     | Divo Vannucci      |
|    | Italia (bandiera) | P     | Aldo Nardin        |
|    | Italia (bandiera) | P     | Franco Miloro      |
|    | Italia (bandiera) | D     | Michele Lorusso    |
|    | Italia (bandiera) | D     | Carmelo Miceli     |
|    | Italia (bandiera) | D     | Roberto Bacilieri  |
|    | Italia (bandiera) | D     | Alessandro Zagano  |
|    | Italia (bandiera) | D     | Ciro Pezzella      |
|    | Italia (bandiera) | D     | Nicola Loprieno    |
|    | Italia (bandiera) | D     | Marzio Lugnan      |
|    | Italia (bandiera) | D     | Danilo Mayer       |
|    | Italia (bandiera) | D     | Eliseo Croci       |
|    | Italia (bandiera) | D     | Francesco Rollo    |
|    | Italia (bandiera) | D     | Roberto Tamburella |
|    | Italia (bandiera) | C     | Costantino Fava    |

| N. |                   | Ruolo | Calciatore           |
| -- | ----------------- | ----- | -------------------- |
|    | Italia (bandiera) | C     | Diego Giannattasio   |
|    | Italia (bandiera) | C     | Carlo Sartori        |
|    | Italia (bandiera) | C     | Ruggero Cannito      |
|    | Italia (bandiera) | C     | Francesco Mileti     |
|    | Italia (bandiera) | C     | Guido Biondi         |
|    | Italia (bandiera) | C     | Nello Cianci         |
|    | Italia (bandiera) | C     | Giovanni De Pasquale |
|    | Italia (bandiera) | C     | Morciano             |
|    | Italia (bandiera) | A     | Ubaldo Biagetti      |
|    | Italia (bandiera) | A     | Gaetano Montenegro   |
|    | Italia (bandiera) | A     | Fortunato Loddi      |
|    | Italia (bandiera) | A     | Renzo Adamo          |
|    | Italia (bandiera) | A     | Nunziato Pensabene   |
|    | Italia (bandiera) | A     | Vittorio Petta       |
|    | Italia (bandiera) | A     | Vito Mingiano        |

## Risultati

### Serie B

#### Girone di andata
| Catania 26 settembre 1976 1ª giornata | Catania          | 0 – 0 referto | Lecce | Stadio Cibali (18000 spett.)\| Arbitro: \| Terpin (Trieste) \| |
| Arbitro:                              | Terpin (Trieste) |               |       |                                                                |

| Arbitro: | Barboni (Firenze) |

|             |           |                         |
| Sartori 21’ | Marcatori | 52’ (aut.) Giannattasio |

| 10 ottobre 1976 3ª giornata | Ascoli | 1 – 0 | Lecce |  |

| 17 ottobre 1976 4ª giornata | Lecce | 2 – 0 | Brescia |  |

| 24 ottobre 1976 5ª giornata | Modena | 0 – 0 | Lecce |  |

| 31 ottobre 1976 6ª giornata | Lecce | 0 – 0 | Cagliari |  |

| 7 novembre 1976 7ª giornata | Taranto | 2 – 1 | Lecce |  |

| 14 novembre 1976 8ª giornata | Lecce | 1 – 0 | Ternana |  |

| 21 novembre 1976 9ª giornata | Monza | 1 – 0 | Lecce |  |

| 28 novembre 1976 10ª giornata | Lecce | 3 – 2 | Varese |  |

| 5 dicembre 1976 11ª giornata | Rimini | 0 – 1 | Lecce |  |

| 12 dicembre 1976 12ª giornata | Lecce | 4 – 1 | SPAL |  |

| 19 dicembre 1976 13ª giornata | Como | 1 – 0 | Lecce |  |

| 2 gennaio 1977 14ª giornata | Lecce | 1 – 1 | Lanerossi Vicenza |  |

| 9 gennaio 1977 15ª giornata | Lecce | 2 – 1 | Novara |  |

| 16 gennaio 1977 16ª giornata | Pescara | 2 – 0 | Lecce |  |

| 23 gennaio 1977 17ª giornata | Lecce | 2 – 0 | Atalanta |  |

| 30 gennaio 1977 18ª giornata | Palermo | 1 – 2 | Lecce |  |

| 6 febbraio 1977 19ª giornata | Lecce | 1 – 0 | Sambenedettese |  |

#### Girone di ritorno
| 13 febbraio 1977 20ª giornata | Lecce | 0 – 0 | Catania |  |

| 20 febbraio 1977 21ª giornata | Avellino | 0 – 0 | Lecce |  |

| 27 febbraio 1977 22ª giornata | Lecce | 2 – 1 | Ascoli |  |

| 6 marzo 1977 23ª giornata | Brescia | 1 – 0 | Lecce |  |

| 13 marzo 1977 24ª giornata | Lecce | 1 – 0 | Modena |  |

| 20 marzo 1977 25ª giornata | Cagliari | 0 – 2 | Lecce |  |

| 27 marzo 1977 26ª giornata | Lecce | 1 – 0 | Taranto |  |

| 3 aprile 1977 27ª giornata | Ternana | 2 – 0 | Lecce |  |

| 11 aprile 1977 28ª giornata | Lecce | 0 – 0 | Monza |  |

| 17 aprile 1977 29ª giornata | Varese | 1 – 0 | Lecce |  |

| 24 aprile 1977 30ª giornata | Lecce | 1 – 1 | Rimini |  |

| 1º maggio 1977 31ª giornata | SPAL | 0 – 0 | Lecce |  |

| 8 maggio 1977 32ª giornata | Lecce | 0 – 0 | Como |  |

| 15 maggio 1977 33ª giornata | Lanerossi Vicenza | 0 – 0 | Lecce |  |

| 22 maggio 1977 34ª giornata | Novara | 2 – 1 | Lecce |  |

| 29 maggio 1977 35ª giornata | Lecce | 0 – 1 | Pescara |  |

| 5 giugno 1977 36ª giornata | Atalanta | 3 – 1 | Lecce |  |

| 12 giugno 1977 37ª giornata | Lecce | 2 – 2 | Palermo |  |

| 19 giugno 1977 38ª giornata | Sambenedettese | 4 – 1 | Lecce |  |

## Statistiche

### Statistiche di squadra
| Competizione | Punti | In casa | In casa | In casa | In casa | In casa | In casa | In trasferta | In trasferta | In trasferta | In trasferta | In trasferta | In trasferta | Totale | Totale | Totale | Totale | Totale | Totale | DR |
| Competizione | Punti | G       | V       | N       | P       | Gf      | Gs      | G            | V            | N            | P            | Gf           | Gs           | G      | V      | N      | P      | Gf     | Gs     | DR |
| ------------ | ----- | ------- | ------- | ------- | ------- | ------- | ------- | ------------ | ------------ | ------------ | ------------ | ------------ | ------------ | ------ | ------ | ------ | ------ | ------ | ------ | -- |
| Serie B      | 39    | 19      | 10      | 8       | 1       | 24      | 11      | 19           | 3            | 5            | 11           | 9            | 21           | 38     | 13     | 13     | 12     | 33     | 32     | +1 |
| Coppa Italia |       | 5       | 2       | 2       | 1       | 6       | 5       | 5            | 1            | 3            | 1            | 3            | 5            | 10     | 3      | 5      | 2      | 9      | 10     | -1 |
| Totale       |       | 24      | 12      | 10      | 2       | 30      | 16      | 24           | 4            | 8            | 12           | 12           | 26           | 48     | 16     | 18     | 14     | 42     | 42     | 0  |

### Statistiche dei giocatori
| Giocatore       | Serie B  | Serie B | Serie B     | Serie B    | Coppa Italia | Coppa Italia | Coppa Italia | Coppa Italia | Totale   | Totale | Totale      | Totale     |
| Giocatore       | Presenze | Reti    | Ammonizioni | Espulsioni | Presenze     | Reti         | Ammonizioni  | Espulsioni   | Presenze | Reti   | Ammonizioni | Espulsioni |
| --------------- | -------- | ------- | ----------- | ---------- | ------------ | ------------ | ------------ | ------------ | -------- | ------ | ----------- | ---------- |
| R. Bacilieri    | 2        | 0       | ?           | ?          | ?            | ?            | ?            | ?            | 2+       | 0+     | ?           | ?          |
| G. Biondi       | 29       | 2       | ?           | ?          | ?            | ?            | ?            | ?            | 29+      | 2+     | ?           | ?          |
| R. Cannito      | 29       | 1       | ?           | ?          | ?            | ?            | ?            | ?            | 29+      | 1+     | ?           | ?          |
| E. Croci        | 36       | 0       | ?           | ?          | ?            | ?            | ?            | ?            | 36+      | 0+     | ?           | ?          |
| G. De Pasquale  | 5        | 0       | ?           | ?          | ?            | ?            | ?            | ?            | 5+       | 0+     | ?           | ?          |
| C. Fava         | 35       | 0       | ?           | ?          | ?            | ?            | ?            | ?            | 35+      | 0+     | ?           | ?          |
| D. Giannattasio | 33       | 0       | ?           | ?          | ?            | ?            | ?            | ?            | 33+      | 0+     | ?           | ?          |
| F. Loddi        | 28       | 8       | ?           | ?          | ?            | ?            | ?            | ?            | 28+      | 8+     | ?           | ?          |
| N. Loprieno     | 6        | 0       | ?           | ?          | ?            | ?            | ?            | ?            | 6+       | 0+     | ?           | ?          |
| M. Lorusso      | 23       | 0       | ?           | ?          | ?            | ?            | ?            | ?            | 23+      | 0+     | ?           | ?          |
| D. Mayer        | 36       | 0       | ?           | ?          | ?            | ?            | ?            | ?            | 36+      | 0+     | ?           | ?          |
| G. Montenegro   | 37       | 13      | ?           | ?          | ?            | ?            | ?            | ?            | 37+      | 13+    | ?           | ?          |
| A. Nardin       | 37       | -26     | ?           | ?          | ?            | ?            | ?            | ?            | 37+      | -26+   | ?           | ?          |
| N. Pensabene    | 1        | 0       | ?           | ?          | ?            | ?            | ?            | ?            | 1+       | 0+     | ?           | ?          |
| V. Petta        | 15       | 3       | ?           | ?          | ?            | ?            | ?            | ?            | 15+      | 3+     | ?           | ?          |
| C. Pezzella     | 36       | 0       | ?           | ?          | ?            | ?            | ?            | ?            | 36+      | 0+     | ?           | ?          |
| C. Sartori      | 33       | 4       | ?           | ?          | ?            | ?            | ?            | ?            | 33+      | 4+     | ?           | ?          |
| D. Vannucci     | 2        | -6      | ?           | ?          | ?            | ?            | ?            | ?            | 2+       | -6+    | ?           | ?          |
| A. Zagano       | 29       | 0       | ?           | ?          | ?            | ?            | ?            | ?            | 29+      | 0+     | ?           | ?          |

## Fonte
- WLecce.it.